# اباکورت-هاوتکورت
اباکورت-هاوتکورت (به فرانسوی: Abaucourt-Hautecourt) یک کامین در فرانسه با جمعیت ۱۰۰ نفر است که در Canton of Étain واقع شده‌است.